# Emerald Plaza (San Diego)
Emerald Plaza es el quinto edificio más alto de San Diego, California y es uno de los más famosos del skyline de San Diego. Junto con The Pinnacle Museum Tower, a una altura de 450 pies (137 m). Localizado en el distrito Core del centro de San Diego, Emerald Plaza es una torre de 30 niveles con una azotea de forma hexagonal, diseñada por los arquitectos C.W. Kim Architects & Planners.

## Historia
Emerald Plaza terminó su construcción en 1990. Durante su construcción, una crítica arquitectónica que recibió "pretencioso" y "discordante" con los edificios circundantes, así como el fomento de la escritura "... parece un experimento futurista, por lo que podría estar bien en un blog, pero podría ser muy peculiar a lo largo de Broadway, dijo".

## Propietarios
En junio de 2004, el edificio, junto con el Edificio Comerica y Golden Eagle Plaza fueron vendidos a Triple Net Properties. Como parte del negocio, Emerald Plaza fue vendida por $100.94 millones. Sin ninguna renovación, el edificio fue vendido otra vez en noviembre de 2005, cuando RREEF pagó $123 millones.